# HelenOS
HelenOS é um sistema operacional baseado em  multiservidores entorno do microkernel preemptivo SPARTAN, que funciona com multitarefas, gerenciamento de memória e comunicação entre processos. Ele também fornece suporte a multiprocessamento simétrico com um kernel baseado em threads. Cada processo (chamado de tarefa) pode conter vários threads (preventivamente agendada pelo kernel) que, por sua vez, pode conter várias fibras programado cooperativamente no espaço do usuário.
Todos os dispositivos e drivers do sistema de arquivos, bem como outros serviços do sistema, são implementadas por um conjunto de tarefas no espaço do usuário, criando, assim, natureza de multi-servidores do HelenOS. Ele pode ser usado para enviar pequenas mensagens de tamanho fixo, blocos de bytes ou a negociar a partilha da memória. Mensagens podem ser enviadas sem copiar dados em massa ou memória de mapeamento para o espaço de endereço de tarefas middle-men. Seu código fonte é publicado sob uma Licença BSD.

## Desenvolvimento
HelenOS é parcialmente hobbyist, em parte acadêmica, sendo desenvolvida principalmente por funcionários e ex-alunos e contemporâneos da Faculdade de Matemática e Física na Universidade Charles, em Praga, com a ajuda de outros colaboradores em todo o mundo. Em 2011, HelenOS participou no Google Summer of Code como uma organização mentora.
O código-fonte de HelenOS é publicado sob a licença BSD, enquanto alguns componentes de terceiros estão disponíveis sob a GNU General Public License. Ambas as licenças são licenças de software livre, fazendo HelenOS software livre.

## Hardware suportado
HelenOS é executado em diversas arquiteturas de CPU incluindo ARM, x86-64, IA-32, IA-64 (Itanium), MIPS, PowerPC (somente 32-bit) e SPARC V9. Em algum ponto no tempo, várias versões de HelenOS correu em hardware real a partir de cada arquitetura (em oposição à execução apenas em um simulador de arquitetura).
Suporte para dispositivos periféricos é em grande parte limitada a teclados, dispositivos de vídeo e discos simulado. 

## Uso em pesquisas
HelenOS está sendo usado para pesquisas  na área de componentes de software e verificação pelo Departamento de Sistemas Distribuídos e Confiável, Charles University, Praga. Além disso, HelenOS tem sido utilizado pelos estudantes como uma plataforma para projetos de software e teses de mestrado.